# Turbina a vapore

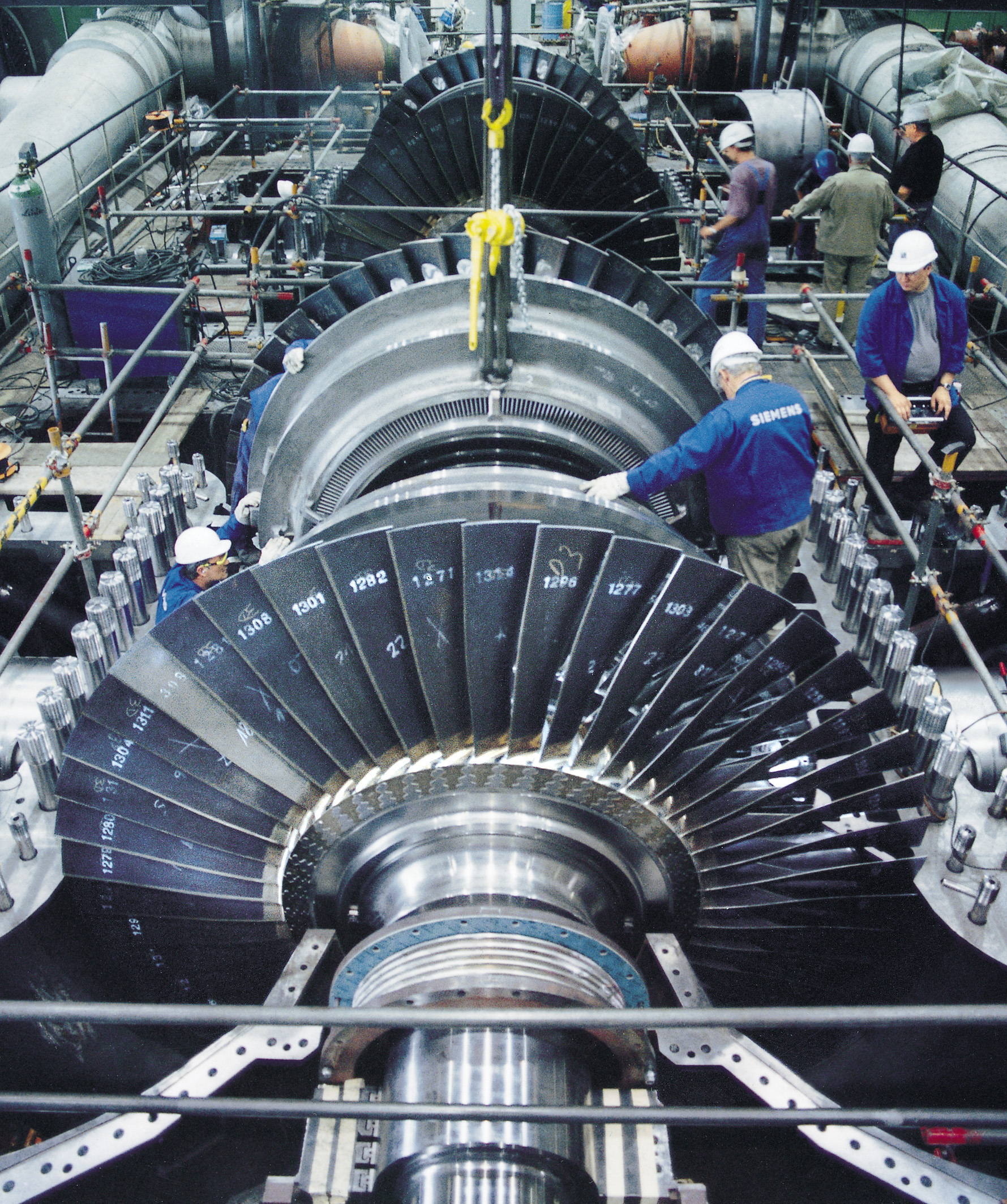
Montaggio di una turbina a vapore Siemens.

Una turbina a vapore è una turbomacchina motrice che sfrutta l'energia termica del vapore acqueo in pressione, prodotto da un generatore di vapore, convertendola in lavoro meccanico. Il rendimento isoentropico di una turbina di buona fattura oscilla tra 0,8 e 0,9; questi valori si ottengono dal rapporto tra la differenza di entalpie di espansione nel caso reale con quella del caso ideale in assenza di attriti. Infatti, nella realtà, le trasformazioni di espansione nelle turbine risultano non reversibili, a causa delle perdite alle sezioni dello statore, dell’annulus, del rotore e delle perdite di vario genere, tra cui i trafilamenti. È comunque possibile, con buona approssimazione, ricondurre l’espansione reale ad una trasformazione politropica reversibile con un certo coefficiente {\displaystyle m}.

## Generalità
La turbina a vapore è una macchina rotante, per la più alta efficienza termica ed il migliore rapporto potenza-peso; storicamente ha sostituito il motore alternativo a vapore, inventato da Thomas Newcomen e poi significativamente migliorato da James Watt. 
Da un punto di vista termodinamico la massima efficienza si ha quando l'espansione del vapore rappresenta un processo ideale (trasformazione reversibile) in cui la pressione del vapore diminuisce, diventando lavoro meccanico, in un numero infinito di stadi. La macchina alternativa di Watt era a singolo stadio, e i perfezionamenti successivi utilizzarono al massimo due o tre stadi (doppia e triplice espansione). Invece le turbine a vapore raggiungono un'elevata efficienza termica per la presenza di decine di stadi in serie.
Le moderne turbine a vapore richiedono processi di fabbricazione avanzati e materiali di alta qualità e hanno elevata efficienza quando operano a regimi dell'ordine delle migliaia di giri/min, quindi se il carico deve ruotare a regimi più bassi è necessario un riduttore. Se la potenza installata è alta, però, gli alti costi di investimento sono compensati dal fatto che la turbina a vapore consuma meno combustibile, richiede meno manutenzione ed è di dimensioni più contenute rispetto ad un motore alternativo di pari potenza. 

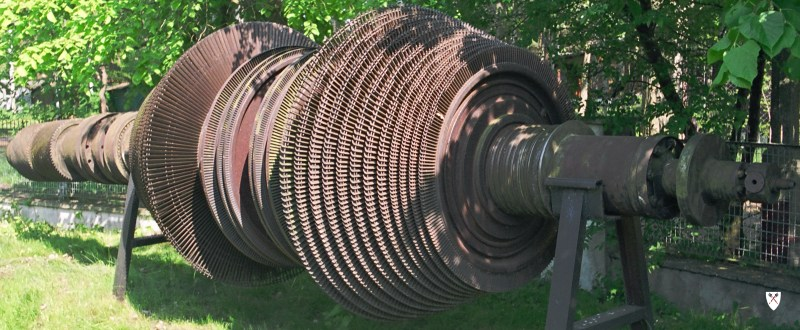
Turbina Parsons del cacciatorpediniere polacco (Hel, Polonia)

Le turbine a vapore possono essere usate per produrre energia elettrica, accoppiate a un generatore elettrico, spesso senza la necessità di riduttori perché operano a regimi ideali, in quanto i generatori devono ruotare ad una velocità costante (3000 giri/min per reti a 50 Hz e 3600 giri/min per reti a 60 Hz – in alcuni casi, specie in impianti nucleari, si utilizzano generatori a 4 poli che ruotano a velocità dimezzata). Inoltre la turbina a vapore, essendo una macchina rotativa, è vantaggiosa per un generatore elettrico, in quanto non richiede alcun organo meccanico che trasformi il moto alternativo in rotativo.
Le turbine a vapore sono usate anche in impianti come raffinerie, cartiere, chimici, alimentari, di dissalazione e altri in cui sono necessarie elevate quantità di vapore per il processo. Si può progettare l'impianto in modo tale da avvalersi della turbina a vapore per ottenere una sinergia tra la produzione di vapore e quella di energia elettrica o lavoro meccanico.
Infine le turbine a vapore sono usate per movimentare imbarcazioni, in cui i limitati ingombri sono un vantaggio.
Sono state realizzate anche locomotive a vapore con turbine a vapore, ma la loro diffusione è stata molto limitata ed anche esperimenti con veicoli stradali e velivoli.

## Storia

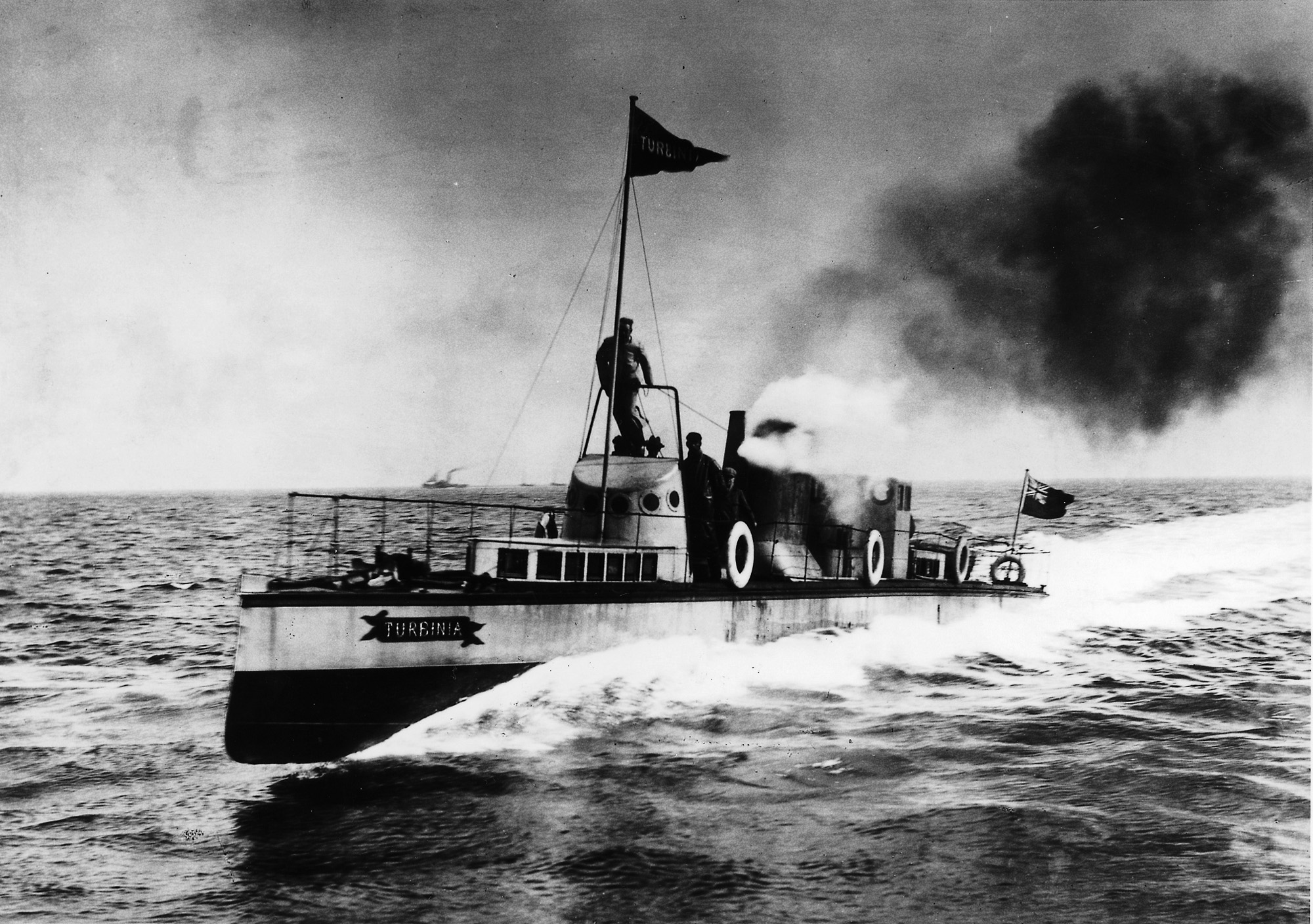
La Turbinia - prima imbarcazione equipaggiata con motore a turbina (fine Ottocento)

Il primo motore a vapore della storia era poco più che un giocattolo: l'eolipila, un'invenzione di Erone di Alessandria.
Un altro apparecchio, progenitore della turbina a vapore, fu creato dall'italiano Giovanni Branca nel 1629.
La turbina a vapore moderna fu inventata da un britannico, Charles Algernon Parsons, nel 1884 ed era accoppiata con una dinamo che produceva 7,5 kW di elettricità. Poco dopo l'americano George Westinghouse ottenne la licenza e progettò un'analoga turbina più grande. Successivamente furono sviluppate altre varianti progettuali che resero la turbina a vapore più fruibile.
Un'innovazione importante fu data dalla turbina "de Laval", inventata da Gustaf de Laval e basata su degli ugelli che acceleravano notevolmente il vapore (a velocità supersoniche) prima di introdurlo nella sezione palettata. Tale accelerazione avviene in base al Principio di Bernoulli, che afferma che la velocità di un fluido può essere aumentata a spese della sua 
pressione. Questo portava ad una soluzione progettuale semplice e poco costosa, che, rispetto alle turbine precedenti, permetteva un maggior sfruttamento dell'energia del vapore, aumentandone il rendimento e la potenza.
Anche la turbina di Parsons si rivelò facile da riprogettare in scala più grande. Durante la vita di Parsons, la potenza di una unità fu incrementata di 10.000 volte.

## Classificazione delle turbine a vapore
La dimensione delle turbine a vapore varia da unità molto piccole (la potenza minima è di circa 1 kW) a grandi turbine che producono fino a 1.650 MW.
Le turbine di potenza più limitata sono utilizzate come motori per macchine operatrici come pompe o compressori, mentre le turbine più grandi trovano applicazione nella produzione di energia elettrica.
Le turbine a vapore moderne sono classificate sulla base di diversi criteri.

### Condizioni del vapore all'ammissione ed allo scarico
Le turbine possono essere:
- a condensazione,
- a contropressione,
- a risurriscaldamento,
- ad estrazione.

Le turbine a condensazione trovano applicazione nelle centrali termoelettriche. Queste turbine, grazie alla presenza di un condensatore a valle, scaricano il vapore ad una pressione notevolmente più bassa rispetto a quella presente nell'atmosfera. Tipicamente il titolo del vapore allo scarico è superiore al 90%. Questo aumenta la differenza di entalpia tra ammissione e scarico e quindi, a parità di condizioni all'ammissione, la potenza disponibile.
Il titolo deve necessariamente rimanere elevato, poiché la presenza di goccioline d'acqua presenti nel vapore saturo, che hanno una elevata energia cinetica, può portare al danneggiamento delle pale.
Per evitare ciò si ricorre al surriscaldamento che permette alla turbina di operare con un maggiore salto entalpico e al vapore di restare sopra il limite del 90% di saturazione.
Le turbine a contropressione sono largamente utilizzate in applicazioni di processo. La pressione di scarico solitamente è controllata da una valvola di regolazione per soddisfare le esigenze del processo. Si trovano in raffinerie, cartiere, impianti di dissalazione e altri impianti in cui servono grandi quantità di vapore di processo.
Anche le turbine a risurriscaldamento trovano applicazione quasi esclusivamente nelle centrali termoelettriche. In queste turbine il vapore in uscita dalla sezione di alta pressione è riportato in caldaia, dove viene nuovamente riportato in condizioni surriscaldate. Il vapore poi rientra nella sezione di media pressione, in cui continua l'espansione. È anche possibile più di un risurriscaldamento.
Le turbine ad estrazione sono caratterizzate da spillamenti di vapore da uno o più stadi di turbina. Negli impianti industriali, il vapore spillato è utilizzato in accordo alle esigenze di processo. Nelle centrali termoelettriche esso è invece usato per pre-riscaldare l'acqua all'ingresso in caldaia, al fine di migliorare l'efficienza termica complessiva del ciclo. La portata degli spillamenti può essere controllata mediante valvole.

### Disposizione dei corpi o degli alberi
Nelle centrali termoelettriche esistono configurazioni a singolo corpo, "tandem compound" e "cross compound".
Le unità a singolo corpo sono le più semplici. L'energia è fornita mediante un solo albero accoppiato ad un generatore elettrico.
La configurazione "tandem compound" è costituita da due o più corpi separati, i cui alberi formano un'unica linea d'asse e sono accoppiati meccanicamente tra loro, azionando un solo generatore.
Anche la configurazione "cross compound" è costituita da due o più corpi separati, ma gli alberi non formano un'unica linea d'asse e solitamente operano a velocità diverse, accoppiati a più di un generatore. Questa configurazione trova applicazione, tipicamente, in centrali termoelettriche o nucleari di taglia elevata.

## Principio di funzionamento
Nel caso ideale, l'espansione del vapore all'interno della turbina è isoentropica, ovvero avviene ad entropia costante dall'ammissione allo scarico. Il caso ideale è puramente teorico perché potrebbe verificarsi solo in totale assenza di perdite (per attrito, turbolenza, ecc.). A causa di tali perdite, che si verificano in qualunque processo termodinamico reale, l'entropia del vapore aumenta durante l'espansione in turbina. L'espansione isoentropica è quindi presa come termine di paragone per determinare l'efficienza isoentropica di una turbina reale. Tale parametro, a seconda del tipo di applicazione e taglia di turbina, può variare dal 20 al 90%.

### Stadi di turbina a vapore
Il vapore espande in turbina attraversando diversi stadi in successione. Questo accorgimento serve a migliorare l'efficienza complessiva della turbina.
Ogni stadio è costituito da due schiere di pale: le pale statoriche (o ugelli) sono fisse e solidali alla cassa della turbina, mentre le pale rotoriche sono mobili e sono solidali all'albero.
Nel loro insieme, le parti fisse a contatto con il vapore sono dette "statore", mentre l'insieme costituito dall'albero e dalle parti ad esso solidali è detto "rotore".
Gli stadi sono caratterizzati dalla modalità con cui il vapore cede la propria energia all'albero, ed in base a questo sono definiti "ad azione" o "a reazione". Tipicamente, per ottimizzare non solo le prestazioni ma anche i costi, in una singola turbina a vapore si succedono stadi ad azione ed a reazione.

#### Stadi ad azione
Uno stadio ad azione è costituito da ugelli fissi che causano l'espansione del vapore, creando getti ad alta velocità ed energia cinetica, con direzione fortemente angolata rispetto all'asse della macchina. Quando i getti incontrano la palettatura rotorica, essa ne varia fortemente la direzione grazie all'apposito profilo concavo, ed il vapore cede parte della propria energia cinetica sotto forma di lavoro meccanico di rotazione dell'albero.
Il salto di pressione avviene quasi interamente negli ugelli, mentre è pressoché nullo tra monte e valle della palettatura rotorica.

#### Stadi a reazione
In uno stadio a reazione, non soltanto le pale statoriche, ma anche quelle rotoriche hanno un profilo tale da costituire un ugello convergente in ogni interstizio. Quindi il flusso di vapore aumenta la propria velocità relativa alle pale, non solo nello statore, ma anche nel rotore. Il salto di pressione è meno brusco rispetto allo stadio ad azione, ed è ripartito tra statore e rotore.
Gli stadi a reazione, paragonati a quelli ad azione, presentano il vantaggio di un rendimento più elevato, ma per funzionare correttamente possono sostenere salti di pressione più ridotti. Per questa ragione, a parità di salto di pressione, una turbina interamente a reazione ha necessità di un maggior numero di stadi complessivamente. Inoltre, poiché il decremento di pressione è più graduale, la cassa deve essere in grado di sopportare pressioni più elevate. Per queste ragioni le turbine a reazione sono più costose. D'altra parte c'è da dire che nel caso reale, le turbine a reazione lavorano su un fluido il cui volume specifico risulta molto maggiore dei primi stadi ad azione, motivo per cui la portata che scavalca le pale (perdite per scavalcamento) risulta essere inferiore di una turbina ad azione e quindi necessita di una struttura più leggera e meno costosa (struttura a tamburo) rispetto a quella utilizzata negli stadi ad azione (dischi e settori).
Solitamente le grandi turbine a vapore sono costituite da stadi ad azione nelle sezioni di alta pressione, seguiti da stadi a reazione nelle sezioni successive. Questa soluzione progettuale realizza un compromesso tra esigenze di efficienza e di costo, in quanto pochi stadi ad azione riducono repentinamente la pressione, limitando dimensioni e caratteristiche strutturali degli stadi a valle.

### Esercizio e manutenzione
In condizioni di turbina ferma si utilizza solitamente un viratore, un dispositivo che fa ruotare lentamente la macchina, attorno ai 200-300 gpm, al fine di evitare (soprattutto quando viene fermata ed è ad alta temperatura) deformazioni deleterie dell'albero, il viratore si disinserisce una volta che la turbina viene "armata" e comincia a ruotare. 
La prima fase di avviamento della turbina è chiamata "rullaggio"; in questa condizione le valvole di regolazione della turbina vengono leggermente aperte in modo da far aumentare di giri la turbina, secondo una rampa di velocità e temperatura stabilita dal costruttore della macchina stessa. Questa procedura consente un riscaldamento graduale ed uniforme della macchina. Successivamente le valvole vengono aperte (in maniera graduale) ed il vapore addotto con portate più elevate fa aumentare la velocità della macchina fino a quella nominale.
La tecnologia delle turbine a vapore è ormai considerata matura e le avarie sono piuttosto rare. Le prescrizioni per la manutenzione delle turbine a vapore sono quindi piuttosto contenute.
La presenza accidentale ed eccessiva di acqua nel vapore provoca erosione precoce delle pale, a causa dell'impatto ad elevata velocità. Questo può causare sbilanciamenti, e quindi eccessive vibrazioni del rotore, che possono avere conseguenze anche sui cuscinetti reggispinta. Il problema può essere ridimensionato usando acqua distillata nel vapore che, essendo priva di sali, limita notevolmente i danni alle pale.
Essendo l'acqua distillata un "liquido prezioso", è ormai frequente l'uso di uno scambiatore chiamato più comunemente condensatore: scaricando a pressione vicina allo zero si evita così il saturarsi del vapore negli stadi di bassa pressione col relativo presentarsi di goccioline di acqua "sparate" da stadio a stadio per l'alta velocità assunta dal fluido tra le pale. Questo ha il compito di far tornare il vapore allo stato liquido attraverso la cessione di calore. 
Altra comune prescrizione è l'utilizzo di materiali di riporto sui profili di ingresso delle pale, soprattutto nel caso di turbine a condensazione (scarico connesso a condensatore) o, in altri casi, di particolari trattamenti termici allo scopo di innalzarne le caratteristiche di durezza.

### Regolazione e controllo della turbina a vapore
La presenza di un sistema di controllo della turbina è essenziale, perché assicura che le sequenze previste in qualunque regime transitorio siano seguite senza possibilità di errori o forzature. Questo mette al riparo dagli effetti di eventuali manovre errate, che potrebbero causare danni alla macchina e potenzialmente anche situazioni di pericolo.
Inoltre il sistema di controllo, a regime, è preposto alla regolazione della velocità e della potenza ed al monitoraggio dei parametri operativi della turbina. In caso di anomalie, il sistema di controllo è programmato in modo da fornire segnali di allarme all'operatore e cercare di riportare automaticamente la macchina in condizioni di controllo, oppure ad arrestarla in caso d'emergenza.